# 庆安镇 (睢宁县)
庆安镇，是中华人民共和国江苏省徐州市睢宁县下辖的一个乡镇级行政单位。

## 行政区划
庆安镇下辖以下地区：
杨圩社区、龙集社区、三闸社区、杜巷村、东楼村、官二村、胡巷村、西楼村、鲍滩村、杜朱村、龙北村、龙南村、孙赵村、骑路刘村、耿庙村、新朱村、小刘村、陈圩村、龙西村、梁庙村、林庄村和前营村。